# Furs d'Aragó

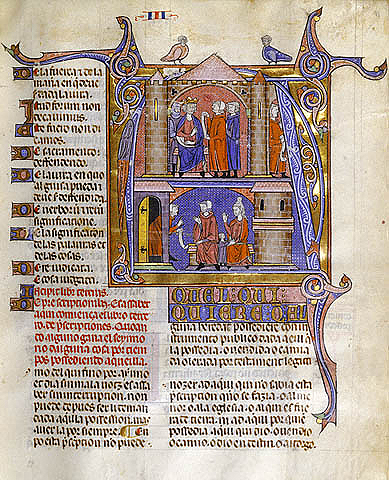
El Vidal Mayor, III, 2 (fol. 97). Manuscrit del que constitueix la primera compilació dels Furs d'Aragó

Els Furs d'Aragó són el conjunt de normes que regien en l'administració de justícia i en l'activitat privada sota el regne d'Aragó, a partir de la compilació de furs locals feta pel Bisbe d'Osca, Vidal de Canyelles, al Vidal Mayor.
En 1247, el rei Jaume I d'Aragó va convocar Corts Generals del Regne a Osca amb la intenció de continuar l'obra legisladora de la Corona, compilant en un sol document la legislació vigent. En el Privilegi Real de 1283, Pere III d'Aragó confirma els furs i la seva aplicació s'estén a tot el Regne.
Els furs en el seu origen eren pactats, això és, fruit d'una aportació comuna dels Consells a què el Rei donava el seu vistiplau. En un primer moment es van compilar i van arribar a tenir fins a dotze llibres en les revisions de 1496, 1517 i 1542. En 1552 es realitza una gran refosa, incloent-hi les Observances. L'última tasca de compilació es produeix en 1667. La tasca de codificació es va veure superada en moltes ocasions per les normes que dictaven les pròpies Corts d'Aragó i que s'incorporaven com parts de les normes jurídiques del Regne.
L'aplicació dels furs decau, arran de la mort de Joan V de Lanuza, Justícia d'Aragó, ordenada per Felip II per eliminar la fórmula de l'acord com a base de redacció dels furs. En 1592, les Corts aragoneses es reuneixen en Tarassona i modifiquen substancialment les normes. A partir d'aquest moment serà el Rei que estableixi el contingut. La unificació amb Castella acabarà definitivament amb el dret local: en 1707, Felip V de Castella va abolir definitivament els furs amb la implantació dels Decrets de Nova Planta que amb prou feines deixen en un lloc secundari als vells furs en la regulació de qüestions particulars.